# Christophe Verdino
Christophe Verdino (29 de junho de 1973) é um nadador monegasco. Participou de dois Jogos Olímpicos de Verão, 1992 e 1996, mas não ganhou medalhas.